# هیرلرهیده
هیرلرهیده (به هلندی: Heerlerheide) یک روستا در هلند است که در هیرلن واقع شده‌است. هیرلرهیده ۳٬۱۸۰ نفر جمعیت دارد.